# District de Rishiri

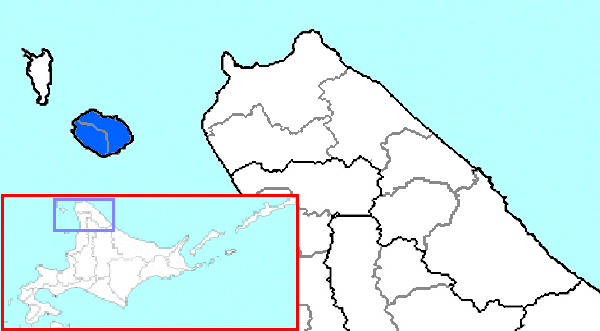
Emplacement du district de Rishiri dans la sous-préfecture de Sōya.

Le district de Rishiri (利尻郡, Rishiri-gun) est un district de la sous-préfecture de Sōya, à Hokkaidō, au Japon.

## Géographie
Le district de Rishiri occupe l'ensemble de l'île Rishiri.
Au 31 mars 2015, la population du district est estimée à 4 941 habitants pour une superficie totale de 182,12 km2, soit une densité de 27,1 personnes/km2.

## Bourgs
- Rishiri
- Rishirifuji